# Rue Léon-Dierx
La rue Léon-Dierx est une voie du 15e arrondissement de Paris, en France.

## Situation et accès

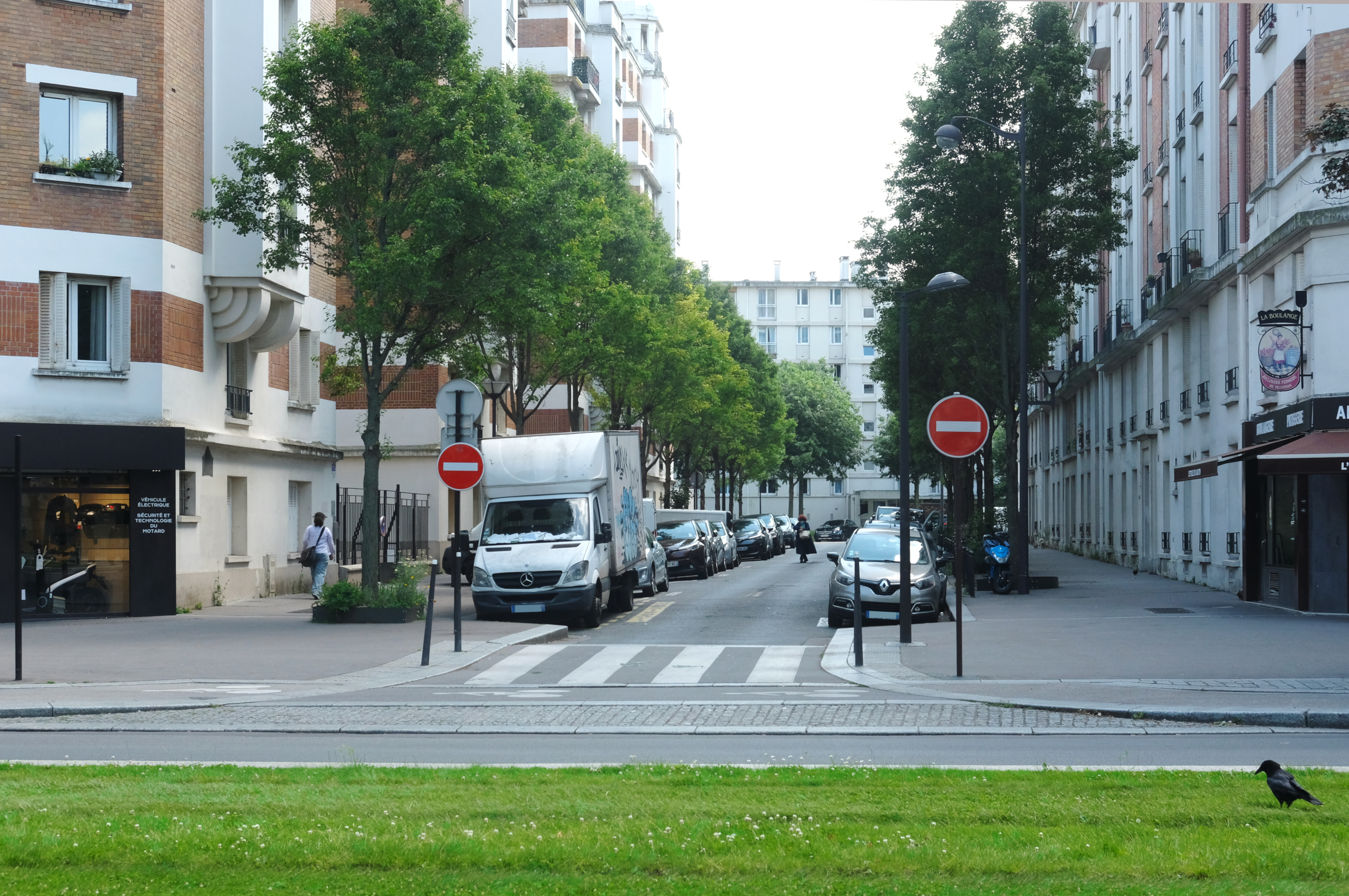
La rue Léon-Dierx vue depuis le boulevard Lefebvre en 2024.

La rue Léon-Dierx est une voie publique située dans le 15e arrondissement de Paris. Elle débute au 86, boulevard Lefebvre et se termine au 43, avenue Albert-Bartholomé.

## Origine du nom
Elle porte le nom du poète français Léon Dierx (1838-1912).

## Historique
La voie a été ouverte et a pris sa dénomination actuelle en 1929 sur l'emplacement du bastion no 74 de l'enceinte de Thiers.

## Bâtiments remarquables et lieux de mémoire
No 5 : Édouard Righetti (1924-2001), peintre et graveur, y vécut.